# خاندان سیمور
خاندان سیمور (انگلیسی: Seymour family) یا سنت مور، نام یک خانوادهٔ انگلیسی است که در آن چندین عنوان اشراف‌زاده از زمان ایجاد آن وجود دارد و بزرگ این خاندان دوک سامرست می‌باشد

## اصالت
این خاندان در مون‌موسشر و در قرن سیزدهم میلادی پایه‌گذاری شد، عنوان اصلی این خاندان توسط دوک‌های سامرست از حدود قرن نوزدهم تا ۱۹۲۳ ادامه پیدا کرد